# 米德維爾 (密西西比州)
米德維爾（英語：Meadville）是一個位於美國密西西比州富蘭克林縣的城鎮。根據2010年美國人口普查，該地共人口449人，而該地的面積約為2.86平方千米。同時該地也是富蘭克林縣的縣治。

## 地理
米德維爾的座標為31°28′23″N 90°53′27″W / 31.47306°N 90.89083°W，而該地的平均海拔高度為93米（即305英尺）。